# Джон Бікрофт
Джон Бікрофт (англ. John Beecroft) — британський капітан, дипломат, дослідник Африки, лейтенант іспанських військово-морських сил, губернатор іспанської колонії Фернандо-По, перший британський консул в затоках Беніну і Біафри. На посаді губернатора показав себе енергійним чиновником і господарником. Будучи консулом і дипломатом, сприяв посиленню впливу Великої Британії в Західній Африці. На посаді губернатора показав себе енергійним чиновником і господарником. Будучи консулом і дипломатом, сприяв посиленню впливу Великої Британії в Західній Африці.
Вніс значний вклад у вивчення Африканського континенту. Доповідь про результати його досліджень був опублікований Королівським географічним товариством. Активно протидіяв торгівлі рабами на Африканському узбережжі, в зв'язку з чим був ініціатором, зокрема, британської інтервенції в Лагос та Бонні.

## Біографія

### Початок життєвого шляху
Джон Бікрофт народився в 1790 році в Англії поблизу порту Вітбі (Йоркшир). Відомостей про його дитинство не збереглося. Відомо, що в 1805 році, під час Наполеонівських війн, будучи матросом на британському судні, він потрапив в полон до французьких каперів і дев'ять років (з 1805 по 1814 рік) перебував у французькому полоні. Після звільнення Бікрофт повернувся на флот та став капітаном торговельного судна. У 1821 році супроводжував експедицію Вільяма Паррі (дослідника Гренландії) до протоки Дейвіса, в якій досяг 70-й широти.

### Боротьба з работоргівлею
25 березня 1807 року парламент Великої Британії прийняв «Акт про заборону торгівлі рабами». Щоб перешкоджати перевезенню рабів через Атлантичний океан, в 1808 році до берегів Західної Африки з метою патрулювання була спрямована спеціально створена Західно-Африканська ескадра британського флоту. З цією ж метою в 1827 році Велика Британія взяла в оренду іспанський острів Фернандо-По (зараз Біоко) в затоці Біафра, призначивши на пост суперінтенданта острова британського офіцера і дослідника Вільяма Фіцвільяма Оуена, який заклав порт-Кларенс (сучасний Малабо), Сан-Карлос (Лубу) і Меллвіл-Бей (Ріаба) — майбутні військово-морські бази.
На початку 1829 року Джон Бікрофт отримав призначення на Фернандо-По, його перша посада там була — начальник департаменту праці. Бікрофт зарекомендував себе у перемовинах з місцевим населенням та показав себе вмілим дипломатом. Бікрофт намагався отримати посаду суперінтенданта після того, як Вільям Оуен покинув острів. Проте в призначенні йому було відмовлено, і в квітні 1829 року суперінтендантом Фернандо-По став британський офіцер Едвард Николлс. Відносини між Ніколлсом і Бікрофтом не склалися; більш того, Николлс звинувачував Бікрофт в зв'язках з колишніми работоргівцями. Але в квітні 1830 року, після того як Николлс у зв'язку з хворобою був змушений виїхати до Англії, виконуючим обов'язки суперінтенданта був все ж призначений Джон Бікрофт.
У 1832 році Николлс повернувся, зайняв свою колишню посаду і залишався на ній ще протягом року. 29 серпня 1832 року по наказу британського уряду Николлс почав евакуацію з острова, і в 1833 році Велика Британія повністю повернула контроль над Фернандо-По іспанцям. Незважаючи на ці зміни, Джон Бікрофт залишився на острові і продовжував виконувати обов'язки суперінтенданта, а також комерційного агента. Іспанський уряд високо оцінив діяльність британця, присвоївши йому звання лейтенанта іспанського флоту, а в 1843 році він став губернатором острова і де юре. З іншого боку, і уряд Британії був зацікавлений в послугах Бікрофта: в 1849 році воно призначило його своїм консулом на всьому узбережжі заток Бенін і Біафра — і цей обов'язок (поряд з посадою губернатора) він виконував аж до своєї смерті в 1854 році.
Бікрофт проявив себе досить діяльно: він значно розширив старі поселення і побудував кілька нових, заселяючи їх звільненими з рабства африканцями. Крім того, він запросив на острів баптистів, які заснували там свою громаду. Однак після смерті Бікрофт баптисти були вигнані з Фернандо-По католиками-іспанцями.
Користуючись своїм впливом на аборигенів, в 1850 році він переконав короля Гезо відмовитися від торгівлі рабами в Дагомеї, а 4 квітня 1851 року підписав вигідні комерційні договори з вождями Джеррі і Джибуффа з Джекпа.

#### Британська Інтервенція в Лагос
З XV століття Лагос служив важливим центром работоргівлі, яку місцеві правителі підтримували протягом більш ніж чотирьох століть. У 1841 році обоєм (королем) Лагоса став Акітоє. Він спробував було заборонити торгівлю рабами, але в 1845 році в Лагосі стався державний переворот, відомий як «Огун Оломіро», в результаті якого на трон зійшов оба Косоко. Для захоплення влади він скористався підтримкою армії, мусульманської громади, а також работорговців. Акітоє утікає до міста Бадагрі, яке після скасування работоргівлі став основним центром місіонерської діяльності християнських проповідників. Там Акітоє увійшов в контакт з європейськими місіонерами, що познайомили вигнанця з Бікрофтом, який, в свою чергу, допоміг йому встановити відносини і з іншими британцями.
Після приходу до влади Косоко Лагос став ключовим портом в торгівлі рабами на Африканському узбережжі. Це викликало невдоволення британців, які прагнули до повного скасування работоргівлі. Британський місіонер Генрі Вінн представив аргументи для втручання Великої Британії в ситуацію з торгівлею рабами в Лагосі міністру закордонних справ Великої Британії лорда Палмерстона. Той доручив Джону Бікрофт з'ясувати необхідність і можливість британської інтервенції. До серпня 1851 року Генрі Вінн та єпископ Нігерії Семюель Кроутер переконали королеву Вікторію і уряд в необхідності британського втручання. Оскільки ніяких юридичних підстав для британської інтервенції не було (через відсутність в Лагосі британських громадян, які перебувають під загрозою, або британського майна), було прийнято рішення відправити до двору оби Косоко посольство з вимогою заборони работоргівлі. 20 листопада 1851 року делегація, що складається з консула Бікрофта і офіцерів Уілмота, Гарднера і Пейті, прибула в Лагос. Однак Косоко відхилив пред'явлені до нього вимоги. Отримавши відмову, британська делегація покинула королівський палац. Після цього Бікрофт написав командеру Форбсу, що британському королівському флоту слід вигнати «узурпатора» Косоко і встановити владу «законного спадкоємця» Акітоє. 25 листопада 1851 року британці атакували Лагос. Через недооцінку командером Форбсом сил Косоко, десант готувався в поспіху і був погано організований. Зустрівши сильний опір з боку африканців, англійці були змушені відступити. Друга атака на Лагос розпочалася 26 грудня 1851 року. На цей раз британці підготувалися краще і зібрали більшу кількість сил. Керував десантом капітан Джонс. До складу британських сил входили два лінійних корабля HMS «Bloodhound» та HMS «Teaser», а також флотилія з двадцяти трьох човнів. Десант почався з масованого бомбардування міста, через яку в Лагосі було пошкоджено багато будівель. Незважаючи на перевагу британців, Косоко три дні чинив запеклий опір (цей бій згодом було названо місцевими жителями Огун Ахой — «Нуртуюча битва»). Успіх британської інтервенції відновив Акітоє як обу Лагоса. 29 грудня 1851 року Акітоє прибув в місто і прийняв присягу місцевих вождів. Проте, не дивлячись на королівські заборони і вигнання європейських работорговців, работоргівля в цьому регіоні процвітала, і така ситуація зберігалася аж до британської анексії Лагосу в 1861 році.

##### Договір між Великою Британією та Лагосом
1 січня 1852 року було укладено договір між обой Акітоє і Сполученим Королівством, яке представляли командувач британським флотом в Західній Африці командер Генрі Вільям Брюс і британський консул в затоках Беніну і Біафри Джон Бікрофт. Підписана угода була направлена на посилення заходів по боротьбі з работоргівлею.
Цей договір привів до посилення британського впливу на королівство Лагос і поклав початок «консульському періоду» в його історії, коли Британія забезпечувала Лагос військовий захист і грала основну роль в його політиці. Через 9 років 30 липня 1861 року, британці анексували Лагос в результаті підписання нового договору.

#### Повалення ДАПП Пеппла
У 1854 році Бікрофт зіграв важливу роль в поваленні правителя королівства Бонні Вільяма ДАПП Пеппла I. Місто Бонні було засновано плем'ям іджо в XIV столітті, а королівство Бонні — близько 1600 року. Для работорговців порт Бонні завжди був важливим перевалочним пунктом, через нього також йшов експорт пальмової олії. Англійці впливали на королівство з початку XIX століття. В цей час правителем Боні був Опобо Великий (1792—1830), при якому країна досягла найвищого підйому і з яким у британців був договір про заборону работоргівлі. Після смерті Опобо в 1830 році регентом при його малолітнього сина Вільяма ДАПП став Маду, колишній раб Опобо, який спробував узурпувати владу в країні і передати її своєму синові Алалі. Смута погіршувалася боротьбою, яка почалася між двома найбільш могутніми гілками королівського роду, відомими як «будинки каное»: будинком Анни Пеппл і будинком Манілли Пеппл. В результаті шестирічного протистояння в 1836 році на королівський престол Бонні все-таки зійшов Вільям ДАПП. Прихід нового короля був з радістю і ентузіазмом прийнятий народом.
Однак за час свого правління Вільям ДАПП Пеппл I (Пеппл V) налаштував проти себе як європейських торговців, так і своїх підданих. Новий король прагнув максимально зосередити владу в своїх руках. Будучи ставлеником будинку Манілли Пеппл, відразу після приходу до влади він почав утискати представників будинку Анни Пеппл, що супроводжувалося також серією конфліктів і зі своїми родичами. Побоюючись змови з їх боку, Вільям ДАПП оточив себе так званими «новими людьми». Його правління було відзначено рядом великих повстань рабів, а також втягуванням країни в конфлікт з сусіднім королівством Елем Калабарі. До європейцям Вільям ДАПП спочатку проявляв лояльність, сприяв їм в торгівлі пальмової олії, а в 1839 і 1844 роках підписав з Великою Британією договори, спрямовані проти работоргівлі. Однак після перенесеного їм в 1852 році інсульту здоров'я короля ослабло, а характер погіршився. Призначивши двох регентів зі свого нового оточення, він викликав невдоволення як з боку будинку Анни Пеппл, так і з боку європейців — таке призначення суперечило традиціям і призвело до порушення усталеного в країні балансу влади. Пізніше заради особистого збагачення він оголосив ворогами деяких європейських торговців і конфіскував їхнє майно. Британські купці звернулися до Джону Бікрофт зі скаргою на свавілля монарха, якому також пред'явили звинувачення в порушенні заборони на работоргівлю. У січні 1854 року він був повалений британськими військами, полонений і доставлений на Фернандо-По, де під головуванням Джона Бікрофт над ним відбувся суд, за рішенням якого король разом з усією родиною вирушав на заслання до Великої Британії. У 1856 році Вільям ДАПП Пеппл I з почтом прибув в Лондон. Проте 18 серпня 1861 він був знову зведений на трон британцями. Це було зроблено в спробі відновити в Бонні порядок, так як з часу вигнання Вільяма ДАПП країну роздирали внутрішні конфлікти.

## Наукові дослідження
Під час свого перебування на посаді губернатора Джон Бікрофт вивчав внутрішні території Африки, піднімаючись на парових судах далеко вгору по річках Нігер, Бенуе, Брас, Старий і Новий Калабар, Крос-Ривер і Бенін-Ривер, куди британські експедиції які раніше не добиралися. Секрет його успіху полягав в тому, що він користувався сучасними європейськими військово-морськими технологіями, в той час як для патрулювання Африканського узбережжя англійці як і раніше використовували невеликі бриги і шлюпи. Крім того, він привертав до складу екіпажів для своїх експедицій африканців, які володіли більшою стійкістю до малярії, що забрала безліч життів європейців в Африці.
У 1832 році на замовлення Бікрофт був побудований пароплав «Quorra». На ньому Бікрофт відправив експедицію на чолі з британськими дослідниками Макгрегором Лейрда і Вільямом Алленом, які протягом двох років займалися вивченням Нігеру і відкрили для європейців його приплив Бенуе.
У 1835 році на «Quorra» Бікрофт піднявся по Нігеру на триста миль вгору за течією, щоб досліджувати гирло Бенуе. У 1836 році в 6-му випуску журналу Королівського географічного товариства була опублікована доповідь Джона Бікрофт про результати його африканських експедицій. У 1839 році він зробив перше офіційно задокументований сходження на Піко-де-Санта-Ісабель.
У 1839 році на замовлення британського бізнесмена Роберта Джеймісона був побудований трищогловий пароплав «Ethiope», що спочатку призначалися для транспортування товарів річковими шляхами вглиб Африки. Згодом цей пароплав був переданий Джону Бікрофт, який в 1840 році досліджував на ньому річки Ошун і Бенін.
13 серпня 1841 року його експедиція увійшла в лівий рукав Нігеру — Нун. У 1842 році Бікрофт провів на «Ethiope» операцію з порятунку членів Нігерійської експедиції 1841 року, а потім піднімався на сто двадцять миль по річках Крос і Старий Калабар.
У 1845 році Бікрофт вивчив узбережжі Камеруну і річку Габон. З 1851 по 1854 рік на пароплаві «Pleiad» Бікрофт зробив ще кілька наукових експедицій по Нігеру і Бенуе, під час яких старший корабельний хірург Хатчінсон як засіб від малярії застосовував хінін.
Влітку 1854 року почалася підготовка до чергової експедиції по річці Бенуе, завданням якої було надання допомоги мандрівникам Барту і Фогелю. Проте 10 червня 1854 року в віці 64 років Джон Бікрофт помер в Порт-Кларенс і 14 червня був похований там же, а його місце в експедиції зайняв Вільям Бальфур Бейкі.

## Особисте життя

### Шлюб та діти
Джон Бікрофт був одружений з Елен (за іншими даними, з Елеонорою), в шлюбі народилися три дочки і син: Джейн Елізабет, Мері Енн, Елеонора і Джон Макгрегор.
В знак визнання внеску Джона Бікрофт в припинення работоргівлі і просування британських інтересів на узбережжі Африки, його вдова Еллен Бікрофт отримувала пенсію з коштів королеви Вікторії.

## Вшанування
Джона Бікрофт поховали з усіма морськими почестями в Порт-Кларенсі. Всі витрати на похорон взяла на себе держава. Напис на могильному камені свідчив:
Під цим пам'ятником спочивають останки Джона Бікрофт, іспанського губернатора острова Ферандо-За і консула Її Британської Величності в затоках Бенін і Біафра, який помер 10 червня 1854 року у віці 64 років.

Цей меморіал був споруджений жителями колонії Кларенс як свідчення їх подяки за його багаторічне батьківське увагу до їхніх інтересів і добробуту і його невтомні зусилля зі сприяння процвітанню і щастя всього африканського народу.— З «Торгівельного життя в Західній и Центральній Авфриці» Джона Вітфорда
Поруч з надгробком був також споруджений меморіал в пам'ять про тих, хто загинув в Нігера експедиції 1841 року. Але про закінченні десяти років після смерті Бікрофт «вдячні» африканці розібрали меморіал на будматеріали.
Журнали подорожей Джона Бікрофт видавалися як за його життя, так і після смерті. Його внесок у вивчення африканського континенту був оцінений Королівським географічним товариством: звіт про подорожі Бікрофт був опублікований на сторінках 424—426 6-го випуску «The Journal of the Royal Geographical Society» — одного з головних друкованих видань суспільства.
Один з учасників нігерійської експедиції 1841 року Луїс Фрейзер, на знак подяки за порятунок назвав кілька відкритих ним тварин на честь Бікрофта — Anomalurus beecrofti та Dendrohyrax dorsalis.